# Mészáros Károly (színművész)
Mészáros Károly (Budapest, 1961. június 9. –) színész, rendező, fotós, szinkronszínész.

## Életrajz
Két diplomát is szerzett a Színház- és Filmművészeti Főiskolán. 1984-ben színészi, majd 1993-ban kiegészítő rendezői oklevelet kapott.
1984-ben a kaposvári Csiky Gergely Színházban kezdte a pályát, azóta megfordult a Veszprémi Petőfi Színházban, a Madách Színházban, a Nemzeti Színházban, a soproni Odeon Színházban, a bécsi Nemzeti Színházban, a Magyar Rádióban, a Karinthy Színházban, a Thália Színházban, és a Semmelweis Egyetemen.

## Színpadi szerepei
- Gabriel angyal (Tolcsvay László–Müller Péter–Müller Péter Sziámi: Mária evangéliuma)
- Rezeda Kázmér (Krúdy Gyula: A vörös postakocsi)
- Don Quijote (Leigh–Wasserman: La Mancha lovagja)
- Simeon (Tim Rice–Andrew Lloyd Webber: József és a szélesvásznú álomkabát)
- Burgund, Curan, Orvos (William Shakespeare: Lear király)
- Vámtiszt (John Kander–Fredd Ebb: Cabaret)

### Főbb rendezései
- Pozsgai Zsolt: Viaszmadár
- Arthur Miller
- Mark Twain
- Dürrenmatt
- Goldoni

drámái.

## Filmjei

### Játékfilmek
- Vérszerződés (1983)
- Vége (1999)
- The Baroness and the Pig (2002)

### Tévéfilmek
- Nyomozás a Kleist-ügyben (1989)
- Szomszédok (1 epizódban, 1990)
- Kisváros (1997-2000)
- Rendőrsztori (2000)
- Barátok közt (2004)

## Külső hivatkozások
- Mészáros Károly a PORT.hu-n (magyarul)
- Mészáros Károly az Internet Movie Database oldalain